# کانگ یووی
کانگ یووی (انگلیسی: Kang Youwei؛ چینی: 康有為؛ کانتونی: Hōng Yáuh-wàih); (۱۹ مارس ۱۸۵۸ – ۳۱ مارس ۱۹۲۷) فیلسوف، روزنامه‌نگار، نویسنده، و سیاستمدار اهل جمهوری چین بود. او همچنین یک خطاط برجسته و متفکر برجسته سیاسی و اصلاح‌طلب در در اواخر دودمان چینگ بود.
کانگ یووی از طریق ارتباطاتش، به امپراتور جوان گوانگسو نزدیک شد و با جدیت او را به تبلیغ دوستان خود ترغیب کرد و به تبع آن رابطه بین امپراتور و مادر فرزندخوانده‌اش، ملکه قدرتمند تزی شیء را موجب شد. ایده‌های او الهام بخش یک جنبش اصلاحات بود. اگرچه وی پس از تأسیس جمهوری در چین، به دفاع از یک سلطنت مشروطه ادامه داد، اما نظریه سیاسی کانگ هرگز عملی نشد، زیرا مجبور شد به خاطر تلاش‌های مکررش برای ترور ملکه از چین بگریزد. او یک ناسیونالیست و انترناسیونالیست سرسخت چینی بود.